# Alianza para la Conservación del Inglés en Canadá
La Alianza para la Conservación del Inglés en Canadá (en inglés: The Alliance for the Preservation of English in Canada (APEC)) es un "grupo de presión" política de Canadá, que hace abiertamente campañas contra la política oficial de bilingüismo.
El grupo fue creado por Irene Hilchie en 1977, una empleada del gobierno que se sentía discriminada porque no hablaba francés. Sin embargo, su miembro más famoso fue seguramente Jock V. Andrew, autor del controvertido libro Bilingual Today, French Tomorrow (Bilingüe hoy, francés mañana) que denuncia la política del bilingüismo oficial como un complot para hacer de Canadá un país completamente monolingüe en francés.
El grupo tuvo una mayor influencia hacia finales de los años 1980, cuando se introdujo en actividades que contribuyeron al fracaso del Acuerdo de Meech Lake. En 1989, un pequeño grupo de miembros del APEC quemó una bandera de Quebec en Brockville en señal de protesta. El grupo estuvo implicado en varias campañas para que los municipios de Ontario se declarasen exclusivamente anglófonos, en respuesta a la Ley sobre los servicios en francés del gobierno de la provincia. Aunque la ley explicaba muy claramente que no se aplicaba a los servicios municipales, la Alianza interpretó a su manera esta realidad para condicionar las resoluciones de los municipios ontarianos.
El incidente más famoso fue la resolución del consejo de Sault Ste. Marie, en Ontario, el 29 de enero de 1990, que precisaba que la ciudad era monolingüe en inglés. Los quebequeses percibieron la resolución de Sault Ste. Marie y el incidente de Brockville como sentimientos del Canadá inglés en su contra, y estos acontecimientos contribuyeron directamente al resurgimiento del independentismo quebequés y del Referéndum de independencia de Quebec de 1995.
Los miembros de la alianza trabajaron estrechamente con el Confederation of Regions Party y el Partido Reformista de Canadá, dos partidos políticos que compartían la misma visión sobre el bilingüismo y sobre el papel de Quebec en la Confederación.
Además de sus campañas en contra del bilingüismo, los miembros de la alianza han estado envueltos también en el apoyo de ideas tales como la oposición al aborto, a la inmigración y a la homosexualidad. El grupo ha sido apoyado incluso por el Heritage Front, un grupo neonazi canadiense.
Aunque el grupo está aún oficialmente activo, sus miembros no han atraído la atención mediática desde el fin del debate sobre el Acuerdo de Meech Lake. En Internet, sólo se pueden encontrar algunas referencias al grupo que datan de 1997.
- Datos: Q2838247